# Puchar Europy w Chodzie Sportowym 2003
5. Puchar Europy w Chodzie Sportowym – zawody lekkoatletyczne, które gościło Czeboksary w Rosji 18 maja 2003 roku.

## Rezultaty

### Mężczyźni
| Konkurencja:           | 1. miejsce                 | Rezultat | 2. miejsce            | Rezultat   | 3. miejsce         | Rezultat   |
| Chód na 10 km juniorów | Andrij Jurin               | 41:32    | Aleksandr Prochorow   | 41:36 SB   | Michaił Seradowicz | 41:40 SB   |
| Chód na 20 km          | Francisco Javier Fernández | 1:19:48  | Alessandro Gandellini | 1:20:52 SB | Władimir Andriejew | 1:20:56 SB |
| Chód na 50 km          | Gierman Skurygin           | 3:47:50  | Aleksiej Wojewodin    | 3:48:43    | Siemion Łowkin     | 3:51:36 PB |

### Kobiety
| Konkurencja:           | 1. miejsce        | Rezultat      | 2. miejsce         | Rezultat   | 3. miejsce         | Rezultat   |
| Chód na 10 km juniorek | Irina Pietrowa    | 46:54 PB      | Wiera Sokołowa     | 47:02 SB   | Sniażana Jurczanka | 47:03 SB   |
| Chód na 20 km          | Jelena Nikołajewa | 1:26:22 WR PB | Elisabetta Perrone | 1:27:58 SB | María Vasco        | 1:28:10 SB |